# Ronald Jensen
Ronald Björn Jensen (1 de abril de 1936) é um matemático estadunidense.
Trabalha na Europa, conhecido principalmente por seu trabalho em lógica matemática e teoria dos conjuntos.